# Крепость Мон-Луи
Крепость Мон-Луи (фр. Remparts de Mont-Louis) является историческим памятником, расположенным во французском департаменте Восточные Пиренеи.

## История
По Пиренейскому договору (1659 г.) королевство Франция аннексировало графство Руссильон, области Валеспир, Конфлан и Капсир, а также города и деревни к востоку от графства Сердань.
Во время войны в Голландии Испания стала союзником Соединенных провинций против Франции. Руссильон не имел крепости, чтобы противостоять возможной атаке Испании. Людовик XIV поручил Вобану, генеральному комиссару фортификационных сооружений, обеспечить безопасность этой аннексированной территории путем строительства новой цитадели. Вобан находит наиболее благоприятное место для крепости 17 марта 1679 года.
Была выбрана стратегическая зона на границе Испании с Францией, которую можно было легко защитить. При этом учитывалась экономическая составляющая проекта с точки зрения минимизации расходов. Мон-Луи расположен недалеко от деревни Вилар д'Ованс. Северо-восточная сторона участка очень крутая, с видом на реку Тет, не требовала рытья рва или строительства широкого вала.
В своем отчете королю Вобан отмечает, что места великолепные, он наслаждается холодным воздухом, прекрасно себя чувствует, а местные жители живут до 100 лет.
В мае 1679 года Вобан написал и отправил Лувуа, госсекретарю по военным вопросам, пояснительную записку по разработанному проекту. Там указывалось, что проект бастиона и города организован в соответствии с четкими и простыми принципами. Внутренняя планировка новой крепости отвечает военным требованиям, имеет прямые улицы, а планировка построек гармонично сочетает военные и гражданские интересы.
За общим описанием следует подробный документ с изложением плана производства работ, организации рабочих мест и сметной стоимости строительства. Указывалось, что план крепости использует преимущества естественного рельефа местности. Это позволяет уменьшить количество оборонительных сооружений в восточной зоне, защищенной рвом. И увеличить оборонительные сооружения на западной стороне, в направлении Серданье, где доступ врага к бастиону легче.
В целом Мон-Луи задуман с четырьмя зонами: цитадель, высокий город, низкий город и редут (последние две зоны так и не были построены).
В цитадели была предусмотрена церковь, арсенал, два пороховых склада, казармы (встроенные в стены крепости), резервуар питьевой воды с уникальной системой подачи воды из скважины, больница, тюрьма и дом командира крепости. Цитадель должна была вместить 2500 человек и 300 лошадей. Крепость окружена тремя бастионами: бастион де ля Перш (le bastion de la Perche), бастион Сан-Пьер (le bastion Saint-Pierre), переименованный в бастион Жиль (bastion Gilles) и бастион де ля Тет (le bastion de la Têt).
Верхний город был предназначен для размещения ремесленников, торговцев, их семей и части пехотных казарм. В нижнем городе планировались конюшни, склады и прочие хозяйственные постройки. Строительство крепости в мирное время осуществлялось солдатами. Их расселили недалеко от Мон-Луи.
В 1681 году, через 29 месяцев после начала строительства, были завершены основные работы. Полностью цитадель была построена за 10 лет.
В восемнадцатом веке инженер Джоблот частично модернизирует городские улицы, т. к. в 1722 году большой пожар уничтожил часть зданий. Новый градостроительный устав 1727 года налагал единство стиля на фасады зданий.
Церковь Сен-Луи была построена между 1733 и 1737 годами. Церковь цитадели закрыта и снята с эксплуатации в 1793 году.
Мон-Луи никогда не был осажден. Единственная угроза произошла в 1793 году во время войны с Испанией, когда испанские войска подошли достаточно близко, но были отброшены.

## Современная классификация
Крепость Мон-Луи классифицирована как исторический памятник 28 июля 1922 года  и была объявлена всемирным наследием ЮНЕСКО в 2008 году .